# Fiësta (Wawadadakwa)
Fiësta is een liedje van de Belgische band Wawadadakwa uit 2005.
De single bevatte naast de titelsong nog het liedje Donde.
Het liedje verscheen op het album W.A.F. uit 2005.

## Meewerkende artiesten
- Producer:
  - Peter Revalk
- Meewerkende muzikanten:
  - Babs Jobo (percussie)
  - Jo Hermans (trompet)
  - Jo Zanders (percussie)
  - Simon Pleysier
  - Stefaan Blancke
  - Steven Van Gool (bas)
  - Winok Seresia
  - Wouter De Belder